# Свишень
Свишень (укр. Свишень) — правый приток Белоуса, протекающий по Репкинскому и Черниговскому районам (Черниговская область, Украина).

## География
Длина — 34 или 21 км. Русло реки (отметки уреза воды) в среднем течении (село Должик) находится на высоте 133,9 м над уровнем моря.
Русло слабо-извилистое. Долина (правый берег) в нижнем течении реки изрезана оврагами и промоинами. Есть пруды. В верховьях долины реки создана сеть дренажных каналов.
Река берёт начало от нескольких ручьев западнее села Павловка (Репкинский район). Река течёт на юго-восток, северо-восток, в нижнем течении — юго-восток, где долина сливается с долиной Белоуса. Впадает в Белоус (на 19-м км от её устья) непосредственно западнее села Рыжики (Черниговский район).
Пойма вне населённых пунктов занята заболоченными участками, лугами и лесами. Нижнее течение реки (между сёлами Должик и Внучки) и её пойма занята Мохнатинским заказником.
Притоки (от истока к устью): нет крупных.
Населённые пункты на реке (от истока к устью):
Репкинский район
1. Павловка

Черниговский район
1. Кувечичи
2. Должик
3. Внучки
4. Табаевка
5. Юрьевка